# Grolsch
Grolsch è un'azienda olandese produttrice di birra fondata nel 1615 a Groenlo.
Nel 2005, le vecchie fabbriche a Enschede e Groenlo sono state chiuse e una nuova fabbrica è stata aperta in Boekelo, vicino ad Enschede.
Nel 2008, l'azienda è stata comprata da SABMiller. 
Nel febbraio del 2016, la giapponese Asahi Breweries ha lanciato una offerta di acquisto, insieme all'offerta per l'italiana Birra Peroni. La finalizzazione della cessione attende il via libera dell'autorità antitrust europea.
L'azienda è associata alla Nederlandse Brouwers, associazione industriale di categoria dei birrifici dei Paesi Bassi.